# Leptococcus metroxyli
Leptococcus metroxyli är en insektsart som beskrevs av Reyne 1961. Leptococcus metroxyli ingår i släktet Leptococcus och familjen ullsköldlöss. Inga underarter finns listade i Catalogue of Life.